# Кріс Хармс
Кріс Хармс (нім. Chris Harms; справжнє ім'я Крістіан Зімон Кроґманн, нім. Christian Simon Krogmann; 22 січня 1980, Гамбург, Німеччина) — вокаліст і гітарист німецького метал-гурту Lord of the Lost.

## Навчання і робота
Із п'яти років вчився грати на віолончелі. Пізніше брав участь у конкурсах, таких як «Jugend musiziert». З 1996 по 1998 рік Хармс брав уроки у Вольфрама Хушке, який познайомив його з іншими стилями, такими як джаз, рок і метал на віолончелі. Тоді ж він сам навчився грати на гітарі, а у 12 років — на електрогітарі. Свої перші пісні написав, коли йому було 15 років. Саме в цьому віці у нього був перший досвід роботи з гуртами. У 1997 році співав у шкільній виставі за п'єсою «Тригрошова опера».
З 2002 року Хармс вивчав аудіоінженерію в Інституті SAE, який закінчив у 2004 році, та в якому викладав.
Паралельно зі своїми групами, Хармс також працює продюсером у Hammer Studios та Chameleon Studios у Гамбурзі. Він також пише музику для фільмів, продюсує музичні відео (режисерський дебют: Prison від Lord Of The Lost) і дає уроки гри на віолончелі. Працював студійним музикантом і звукорежисером над постановками Сівана Хако та Нілюфера Акбала. У 2012 році брав участь у виробництві першого альбому Unzucht.

## Проєкти
У 1999 році Хармс заснував свій перший гурт Philiae та покинув його у 2004 році. У тому ж році він допоміг заснувати The Pleasures. У цьому гурті працював як гітарист та співак, а також продюcер.
Паралельно з 2004 по 2005 рік продюсував сольний проєкт Vagueness.
У 2006 році Хармс приєднався до Unterart як співак і автор пісень.
У 2007 році був живим гітаристом з Big Boy. Також у 2007 році він розпочав сольний проєкт Lord, який пізніше став Lord of the Lost. У 2010 році Хармс зіграв головну роль у кліпі Kissing in the Kremlin музиканта Фалько 1998 року. Він також був моделлю для гамбурзького лейбла Pyrate Styles у 2010 році.
У грудні 2012 року разом із друзями заснував німецькомовний проєкт Harms & Kapelle та Over The Jordan, який базується на хеві-металі. У 2017 році Хармс і його колега Pi Stoffers підтримали гурт KMFDM як гітаристи під час живих виступів під час їхнього туру по Великобританії та США.
У 2020 році він створив разом з вокалістом Деро Гої з Oomph! спільний проєкт під назвою Die Kreatur та альбом Panoptikum, який відразу піднявся на 8 місце в німецьких чартах. Він також спродюсував EP Linksradikaler Schlager від Swiss, який вийшов у 2021 році.
У 2023 році Кріс та його гурт Lord of the Lost представляли Німеччину на Пісенному конкурсі Євробачення 2023 з піснею Blood & Glitter. Гурт зайняв 26 місце, набравши 18 очок, з яких 3 від критиків та 15 від глядачів.

## Дискографія
Philiae
- 2000: Demolition Christ (міні-альбом)
- 2003: Scapegod (альбом)
- 2004: ScapegodVision (DVD)

The Pleasures
- 2005: Cuming Out (міні-альбом)
- 2006: Greatest Hits (альбом)
- 2007: Some Like It Rock (сингл)
- 2008: Oh Yeah (подвійний альбом)
- 2009: Oh Yeah Revolution (альбом)

Vagueness
- 2004: Masquerade (альбом)
- 2005: Polaroid Pictures (міні-альбом)

UnterART
- 2006: Noise & Grace(альбом)
- 2008: Memento (альбом)

Lord of the Lost
- 2009: Dry The Rain (сингл)
- 2010: Fears (альбом)
- 2011: Sex on Legs (сингл)
- 2011: Antagony (альбом)
- 2012: Beside & Beyond (міні-альбом)
- 2012: Die Tomorrow (сингл)
- 2012: Die Tomorrow (альбом)
- 2012: Black To The Roots (DVD)
- 2013: See You Soon (сингл)
- 2013: We Give Our Hearts (live auf St. Pauli) (альбом)
- 2014: Afterlife (сингл)
- 2014: La Bomba (сингл)
- 2014: From The Flame Into The Fire (альбом)
- 2014: Six Feet Underground (сингл)
- 2015: Swan Songs (альбом)
- 2015: Full Metal Whore (міні-альбом)
- 2015: A Night To Remember (Acoustic Live) (DVD)
- 2016: The Love Of God (сингл)
- 2016: Empyrian (альбом)
- 2017: Swan Songs II (альбом)
- 2018: Thornstar (альбом)
- 2020: Swan Songs III (альбом)
- 2021: Judas (альбом)
- 2022: Blood & Glitter (альбом)
- 2023: Weapons Of Mass Seduction (альбом)

Harms & Kapelle
- 2014: Meilenstein

Die Kreatur
- 2020: Panoptikum

## Галерея

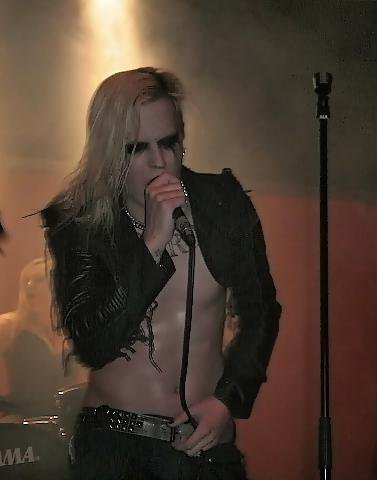
Кріс Хармс, 2010 рік
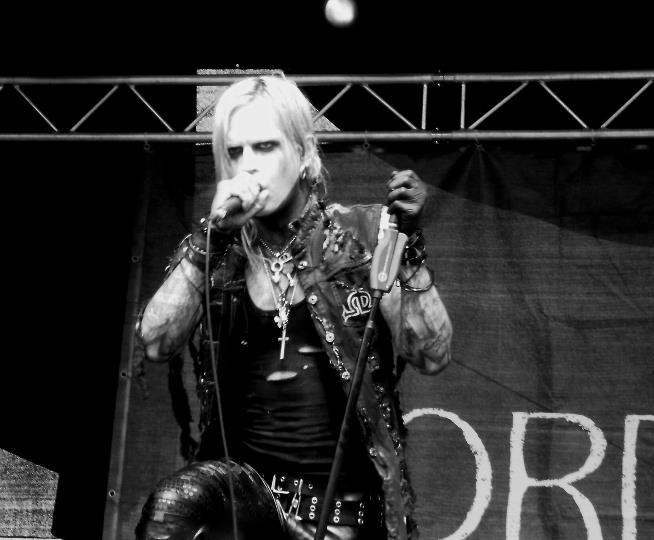
Кріс Хармс, 2011 рік
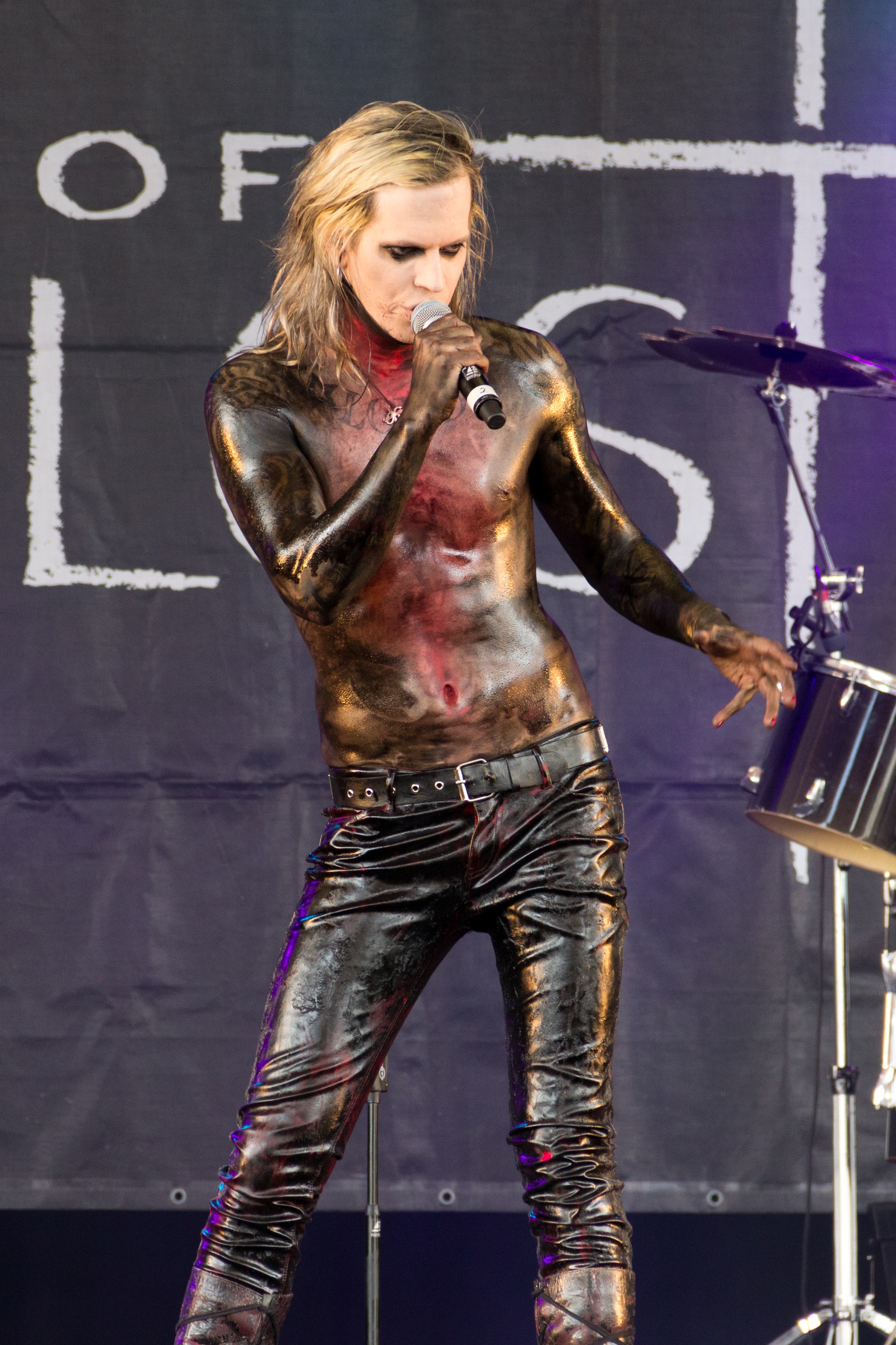
Кріс Хармс на Amphi Festival, 2012 рік
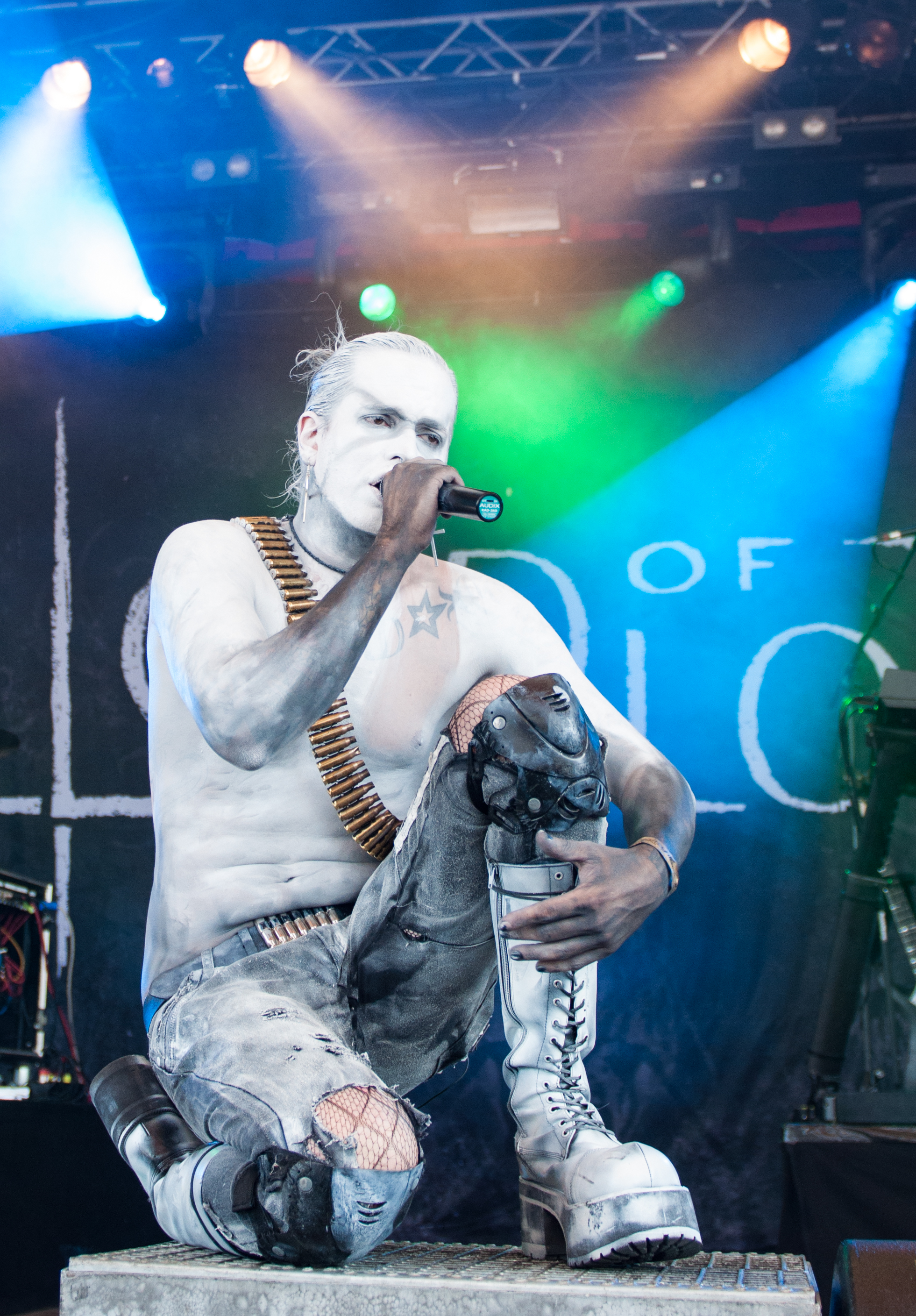
Кріс Хармс на Amphi Festival, 2014 рік
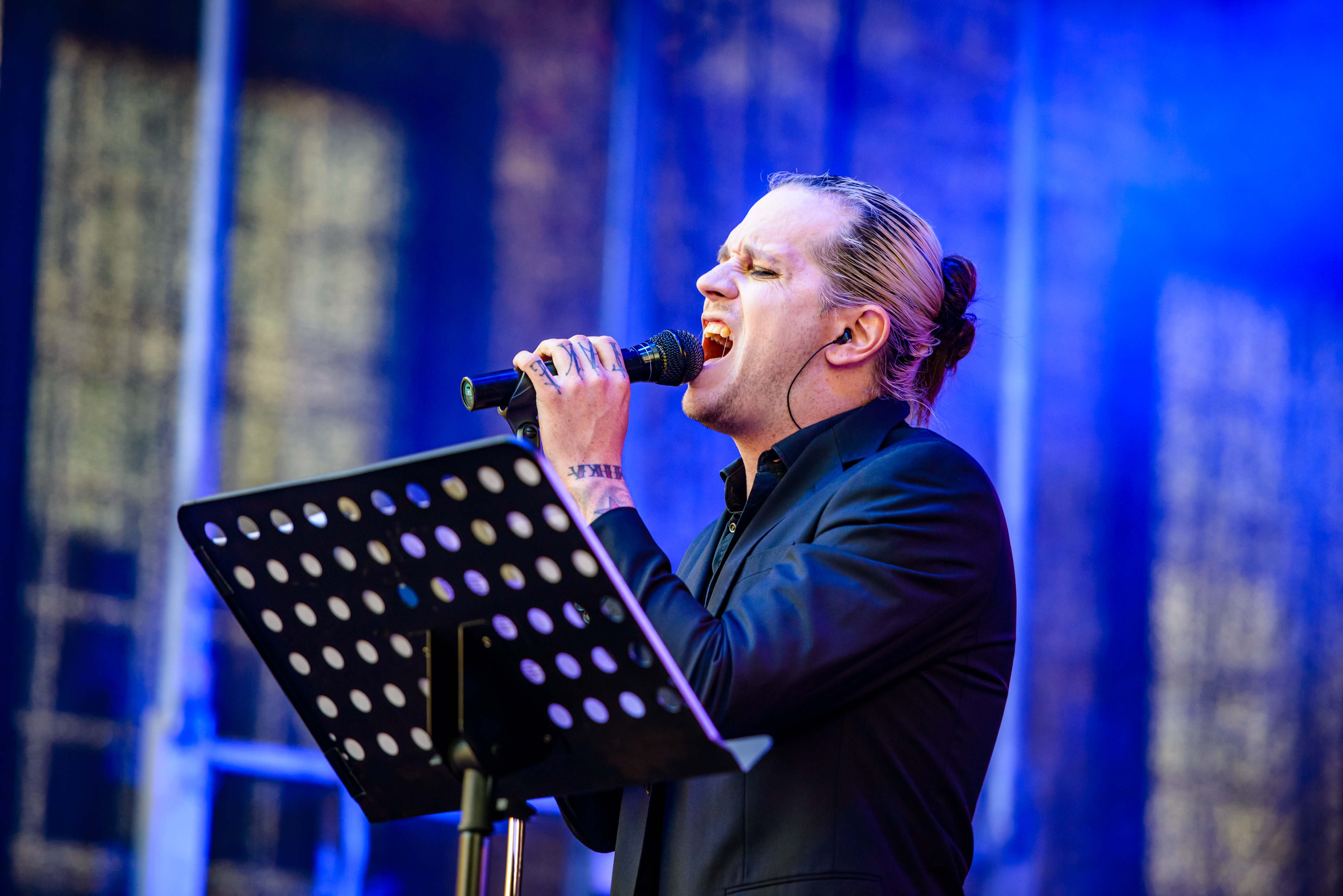
Кріс Хармс на Castle Rock, 2016 рік
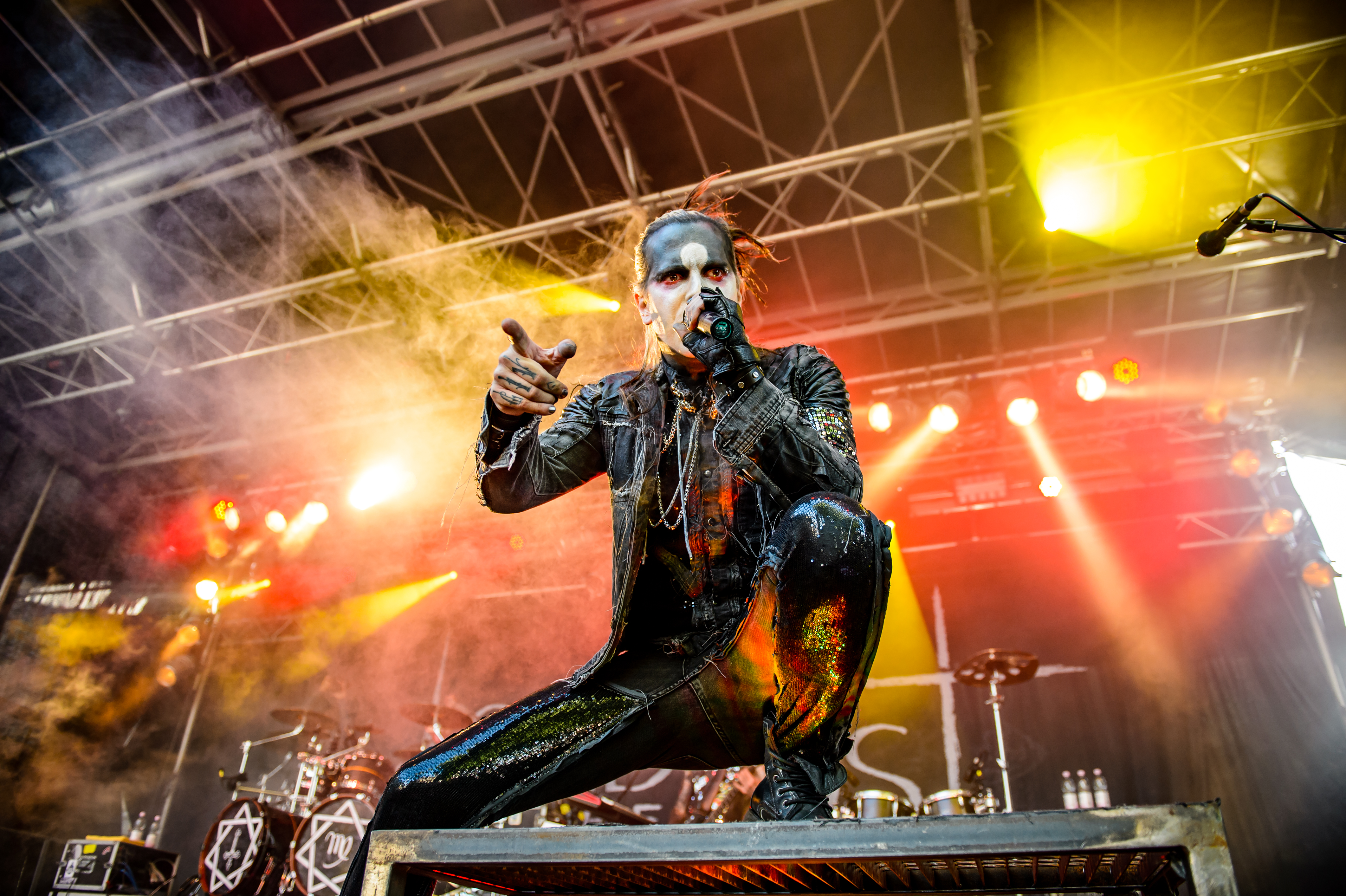
Кріс Хармс на Castle Rock, 2016 рік
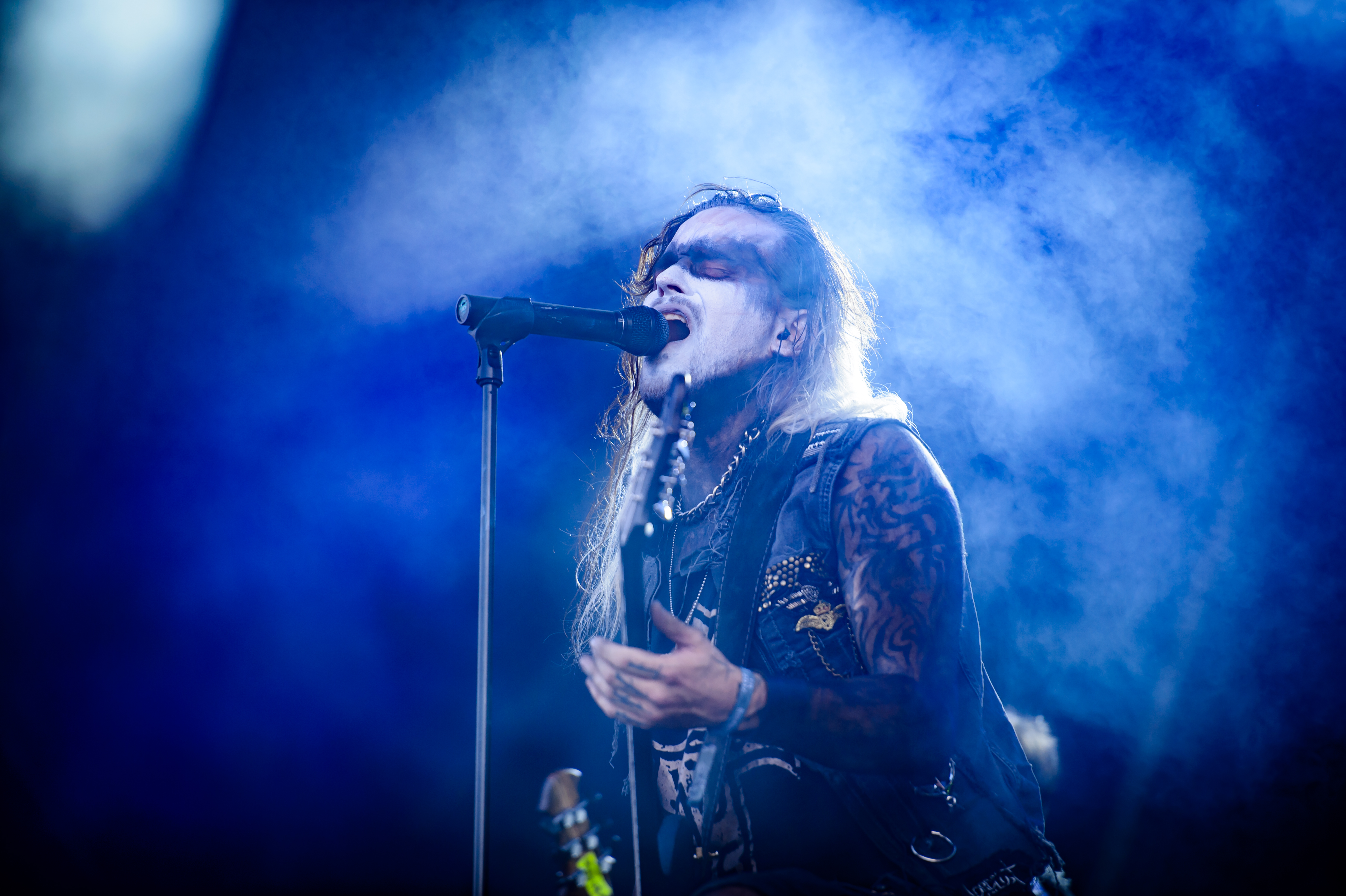
Кріс Хармс на RockHarz Open Air, 2017 рік
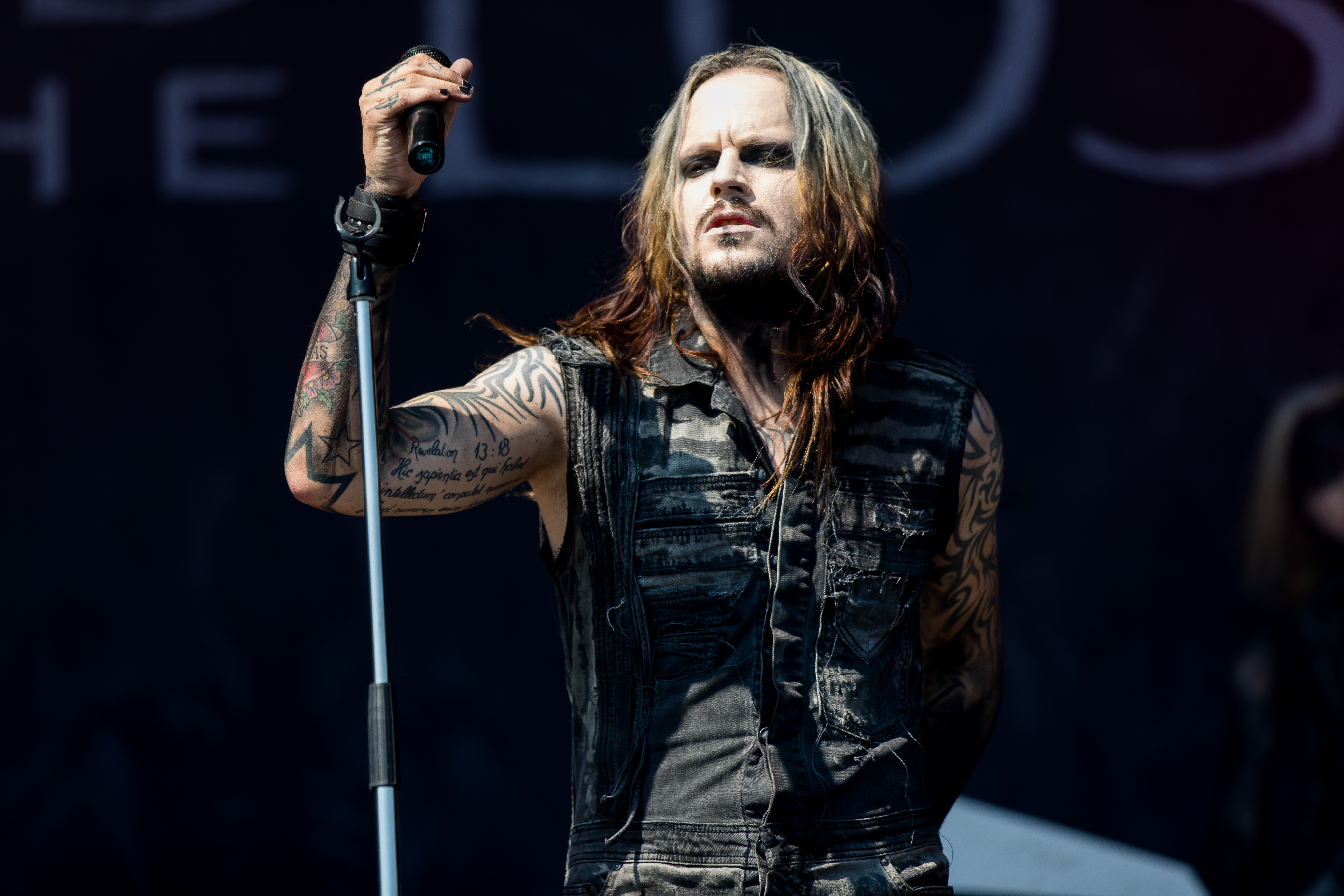
Кріс Хармс на Summer Breeze, 2018 рік
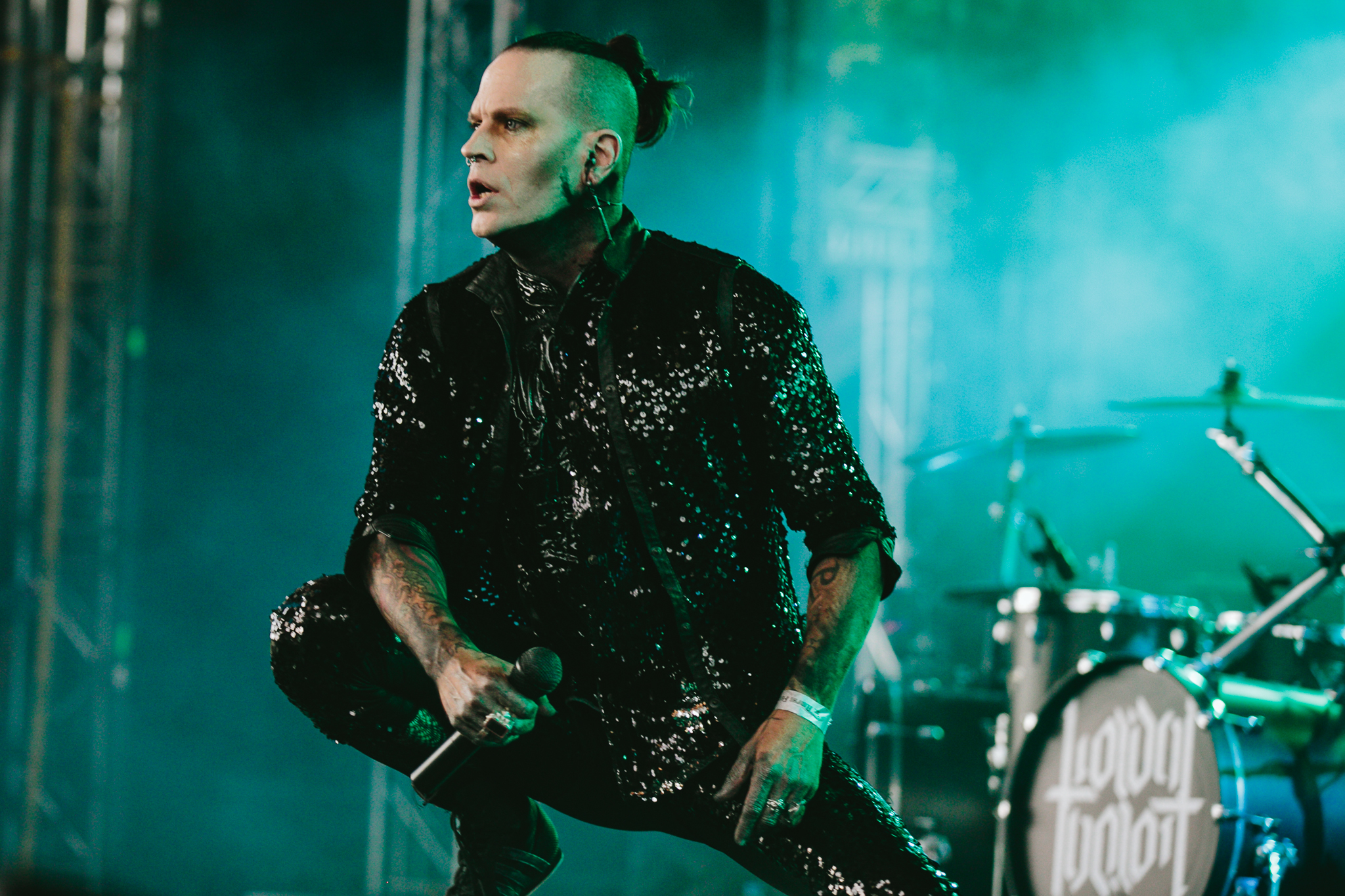
Кріс Хармс на Amphi Festival, 2019 рік
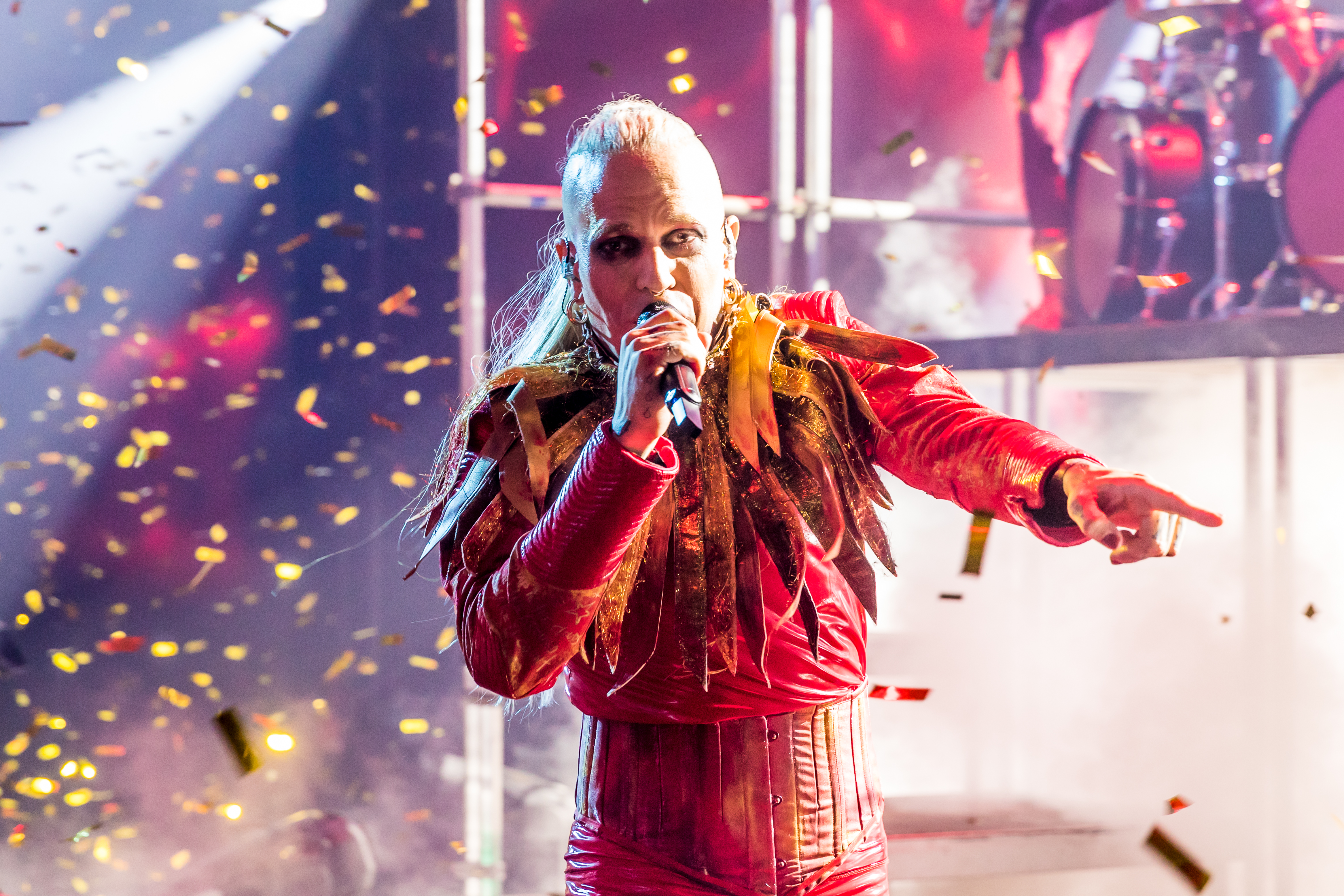
Кріс Хармс на Євробаченні 2023